# Henrietta Cordelia Ray
Henrietta Cordelia Ray (ur. 30 sierpnia 1849, zm. 1916) – poetka amerykańska.

## Życiorys
Urodziła się w Nowym Jorku. Tam też studiowała na University of the City of New York. W 1891 uzyskała dyplom z pedagogiki i zaczęła pracę jako nauczycielka. Porzuciła jednak ten zawód, by móc się w pełni oddać pracy literackiej. Jest znana jako autorka ody poświęconej Abrahamowi Lincolnowi, napisanej z okazji odsłonięcia w 1876 Waszyngtonie pomnika zniesienia niewolnictwa. Oprócz tego wydała w 1893 tomik Sonnets.